# Steam Spy
Steam Spy est un site internet créé par Sergey Galyonkin et mis en ligne en avril 2015. Il utilise une API de la plate-forme de distribution de logiciel en ligne Steam pour estimer les ventes des logiciels qui y sont disponibles. 
Les estimations sont basés sur un échantillonnage de profils d'utilisateurs de Steam pour déterminer quels produits ils possèdent par inférence statistique. 

Le site est géré en coopération avec GamesIndustry.biz.

## Contexte
Le suivi des ventes des jeux vidéo a un grand intérêt pour l'industrie vidéoludique, mais n'a pas la robustesse qu'elle a pour les autres industries, comme la télévision avec l'échelle de Nielsen ou la musique avec les classements du Billboard. Quoique le NPD Group comptabilise les ventes de jeux vidéo, aussi bien pour les supports physiques que les numériques, l'accès à ces données est payante et celles-ci ne donnent pas les détails par plate-forme. Des sites comme VG Chartz ont tenté de collecter des statistiques de ventes plus détaillées en se basant sur des données externes, mais ont rencontré des critiques quant à leurs méthodes. 
La plate-forme Steam de Valve est la plus grande plate-forme de ventes de jeux vidéo pour Microsoft Windows, OS X et Linux. Normalement, le nombre de ventes qu'un logiciel y fait est gardé confidentiel entre Valve et les éditeurs et développeurs, quoique ces derniers soient libres de révéler ces chiffres au public. 
Valve propose, certes, des statistiques à propos des jeux les plus vendus et les plus joués, mais ne fournit aucune statistique agrégée et aucun graphique au public.

## Concept
L'idée d'origine de Steam Spy vient de la « Steam Jauge », un outil similaire qui est utilisé par Kyle Orland sur le site Ars Technica à partir d'avril 2014. Steam Gauge utilise l'API Steam pour accéder aux profils d'utilisateurs disponibles publiquement et ainsi obtenir la liste des jeux que l'utilisateur possède. Au moment de sa création, il y avait 170 millions de comptes Steam, ce qui rendait impossible de tous les étudier; à la place, Steam Gauge choisit aléatoirement entre 80 000 et 90 000 comptes par jour et collectent la liste de leurs jeux, et ensuite utilise les statistiques obtenus sur l'échantillon pour estimer la quantité totale de gens qui possèdent chaque produit.
Ars Technica estimait que la marge d'erreur était inférieure à 0,33 %.
Steam Spy utilise la même approche sur des échantillons un peu plus importants (entre 100 000 et 150 000 par jour) avec un roulement. Les données collectées sont utilisés pendant la nuit pour créer les graphiques utilisés sur le site, et permettre de visualiser l'évolution temporelle du nombre de ventes. 
Cette méthode occasionne cependant des erreurs d’échantillonnage, en particulier pour les jeux avec de très faibles ventes ou nouvellement commercialisés.
Cette approche est également sensibles aux promotions qu'offre Valve pour certains jeux, pendant lesquelles tous les joueurs peuvent télécharger un jeu et y jouer gratuitement pendant un temps limité; ceux-ci sont comptés comme des ventes par Steam Spy.
Steam Spy récolte également des données sur le temps de jeu que chaque joueur a passé sur chaque titre de sa bibliothèque.

## Fiabilité
D'après son concepteur, Galyonkin, les chiffres donnés par Steam Spy sont confirmés par les informations que certains développeurs lui communiquent. Gamasutra le confirme, dans un article publié en juin 2015.
Steam Spy a été utilisé pour aider à quantifier certaines tendances. Par exemple, lorsque Steam a rendu plus souple la possibilité offerte aux joueurs de se faire rembourser son achat, Galyonkin a observé que la plupart des jeux ont bénéficié d'un faible accroissement de leurs ventes, ce qui pourrait être dû au fait que les joueurs se sentent plus libres d'essayer des jeux.
Il a également constaté que la majorité des jeux sortant en accès anticipé se vendaient surtout le jour où ils sont rendus disponibles pour la première fois, et non pas le jour de la commercialisation définitive; il voit aussi que la majorité du temps de jeu se concentre sur les produits de Valve, en particulier Dota 2, Team Fortress 2 et Counter-Strike.